# Love Song
Love Song (v anglickém originále Begin Again) je americký film roku 2013, napsaný a režírovaný Johnem Carneym. Hlavními hvězdami filmu jsou Keira Knightley a Mark Ruffalo.
Film měl premiéru na Filmovém festivalu v Torontu v září roku 2013. Do kin se film dostal v červenci roku 2014. Film byl nominován na Oscara v kategorii Nejlepší originální písnička.

## Děj
Gretta (Keira Knightley) a její přítel Dave (Adam Levine) jsou spolu již od vysoké školy a společně skládají hudbu. Když Dave podepíše smlouvu s jednou z největších nahrávacích společností, odstěhují se spolu do New Yorku, aby zde začali život, o kterém vždycky snili. Dave však rychle nabytou slávu neustojí a brzy Grettu opustí. Všechno se však změní, když Gretta potká během svého vystoupení v zapadlém baru v East Village bývalého hudebního producenta Dana (Mark Ruffalo). Ten na tom taky není zrovna nejlépe a svoje zkrachovalé manželství a nedávný vyhazov z práce utápí v alkoholu. Když ji pak uvidí vystupovat, rozhodne se vsadit všechno na její talent a nahrát netradiční album přímo v ulicích New Yorku. Z náhodného setkání dvou zklamaných lidí se tak začne rodit hudba, která možná nedobyje svět, ale rozhodně si získá srdce všech.

## Obsazení
| Keira Knightley   | Gretta James                        |
| Mark Ruffalo      | Dan Mulligan                        |
| Adam Levine       | Dave Kohl                           |
| Catherine Keeneer | Miriam Hart                         |
| Hailee Steinfeld  | Violet Mulligan                     |
| James Corden      | Steve - CeeLo Green jak oTroublegum |
| Mos Def           | Saul                                |

## Ocenění a nominace
| Ocenění                              | Kategorie                | Nominovaný                                                        | Výsledek  |
| ------------------------------------ | ------------------------ | ----------------------------------------------------------------- | --------- |
| Critics' Choice Awards               | nejlepší píseň           | Keira Knightley – „Lost Stars“                                    | nominace  |
| Denver Film Critics Society          | nejlepší píseň           | „Lost Stars“                                                      | nominace  |
| Houston Film Critics Society Awards  | nejlepší píseň           | Gregg Alexander a Danielle Brisebois – „Lost Stars“               | nominace  |
| Iowa Film Critics Association Awards | nejlepší píseň           | Nick Lashley, Gregg Alexander a Danielle Brisebois – „Lost Stars“ | nominace  |
| London Critics Circle Film Awards    | nejlepší britská herečka | Keira Knightley                                                   | nominace  |
| Oscar                                | nejlepší píseň           | Gregg Alexander a Danielle Brisebois – „Lost Stars“               | nominace  |
| Phoenix Film Critics Society Awards  | nejlepší píseň           | Nick Lashley, Gregg Alexander a Danielle Brisebois – „Lost Stars“ | nominace  |
| Seattle Film Critics Society Awards  | nejlepší píseň           | Gregg Alexander a Danielle Brisebois – „Lost Stars“               | vítězství |
| St. Louis Film Critics Association   | nejlepší soundtrack      |                                                                   | nominace  |